# Lithogenes valencia
Lithogenes valencia – gatunek słodkowodnej ryby sumokształtnej z rodziny zbrojnikowatych (Loricariidae), prawdopodobnie wymarły. 
Gatunek znany z 6 osobników odłowionych z dorzecza jeziora Valencia (Lago de Valencia) w północnej Wenezueli, które zostały zdeponowane w zbiorach Centro Museo de Biología de la Universidad Central de Venezuela (MBUCV) na początku lat 70. XX w. Epitet gatunkowy nawiązuje do nazwy jeziora. Dokładna lokalizacja odkrycia ani osoby, która tego dokonała nie jest znana. Nie zebrano żadnych dodatkowych okazów, pomimo późniejszych badań ichtiologicznych przeprowadzonych w basenie Lago de Valencia, a gatunek mógł już wyginąć, ponieważ jezioro i jego dopływy uległy poważnej degradacji w wyniku zanieczyszczenia i dewastacji. Zaburzenia środowiskowe w dorzeczu jeziora spowodowały spadek różnorodności gatunków ryb. Nowe warunki nie sprzyjają przeżyciu populacji L. valencia, stąd przypuszczenie, że jest już gatunkiem wymarłym. 
Złowione okazy miały ok. 5 cm długości.